# Berneuxia
Berneuxia é um género botânico pertencente à família Diapensiaceae.

## Espécies
- Berneuxia thibetica Decne.